# Paullinia dasygonia
Paullinia dasygonia är en kinesträdsväxtart som beskrevs av L. Radlk.. Paullinia dasygonia ingår i släktet Paullinia och familjen kinesträdsväxter. Inga underarter finns listade i Catalogue of Life.